# Zaraapelta
Zaraapelta é um extinto gênero de dinossauros anquilossauros herbívoros de subordem Thyreophora do Cretáceo Superior da Mongólia. A espécie-tipo é Zaraapelta nomadis, nomeada e descrita por Arbor et alii em 2014. Zaraapelta é conhecido a partir de um único crânio da Formação Barun Goyot. Foi considerado o mais próximo de Tarchia na análise filogenética dentro de sua descrição.

## Descoberta e nomeação
Em 2000, Robert Gabbard, membro de uma equipe liderada por Philip John Currie, encontrou um crânio de anquilossauro no deserto de Gobi, perto de Hermiin Tsav, no Baruungoyot. Em 2014, Victoria Megan Arbor nomeou e descreveu o achado como a espécie Zaraapelta nomadis, mas a princípio permaneceu um nomen ex dissertatione inválido. Mais tarde naquele ano, no entanto, foi validamente nomeado como espécie tipo Zaraapelta nomadis por Arbor, Currie e, postumamente, pela paleontóloga mongol Demchig Badamgarav. O nome genérico é derivado do zaraa mongol, "ouriço", em referência à aparência espinhosa dos anquilossauros, e o grego πέλτη, peltè, "pequeno escudo", um componente comum dos nomes anquilossauros em vista de sua armadura corporal. O nome específico nomadis é o genitivo do latim nomas, "nomad" e refere-se à agência de viagens Nomadic Expeditions, que organizou muitas expedições paleontológicas para a Mongólia.
O holótipo, MPC D-100/1388, foi encontrado em uma camada da Formação Barun Goyot, que data do meio ao final do Campaniano, com cerca de 75 milhões de anos. Consiste em um crânio sem a ponta do focinho. Nenhum elemento das mandíbulas inferiores foi descoberto. O espécime provavelmente representa um indivíduo subadulto.

## Filogenia
Zaraapelta foi colocado na família Ankylosauridae. Uma análise cladística a recuperou como a espécie irmã de Tarchia.

## Paleobiologia
Arbor apontou que Saichania, Tarchia e Zaraapelta compartilhavam o mesmo habitat. Ela assumiu que essa abundância relativa de anquilossauros em espécies havia sido causada pelo fato de serem os principais herbívoros da área, estando disponíveis culturas suficientes para alimentar três populações, embora seus nichos relativos não fossem claros. As diferenças na ornamentação da cabeça teriam servido para o reconhecimento das espécies. Ela não viu nenhuma indicação de dimorfismo sexual. No entanto, ela também assumiu que a seleção sexual havia sido um fator na evolução da ornamentação típica da cabeça de Zaraapelta.